# Nanjing Automobile
Nanjing Automobile (Group) Corporation (em chinês simplificado: 南京汽车集有限公司; em chinês tradicional: 南京汽車集團有限公司; pinyin: Nánjīng Qìchē Jítuán Yǒuxiàn Gōngsī) é uma empresa estatal chinesa fundada em 1947 e a mais antiga montadora de veículos da China.